# Dormi amore, la situazione non è buona
Dormi amore, la situazione non è buona è il 36° album in studio di Adriano Celentano, pubblicato il 23 novembre del 2007.

## Storia
Il disco continua la collaborazione con Mogol e Gianni Bella dei dischi precedenti; i due sono autori, tra le altre canzoni, del primo singolo contenuto nell'album, Hai bucato la mia vita. Come di consueto, completano il disco alcuni brani scritti da altri autori: Neffa, Jovanotti, Carmen Consoli (che ha scritto una musica sulla quale Vincenzo Cerami ha scritto un testo), Francesco Tricarico e Domenico Modugno, di cui Celentano incide una canzone inedita, Ragazzo del sud (risalente ai primi anni '70 e mai pubblicata dall'autore), fatta ascoltare al Molleggiato dalla famiglia del cantautore pugliese. Gli arrangiamenti dell'album sono curati da Celso Valli, Fio Zanotti e Michele Canova Iorfida.
Celentano è ricorso per la presentazione dell'album ad un programma pensato e condotto da lui su Rai Uno il 26 novembre 2007. Il titolo, La situazione di mia sorella non è buona, citazione dal brano La situazione non è buona, contenuto in questo album, si riferisce alla situazione del nostro pianeta. Il programma è ambientato in una piccola sala di registrazione (costruita nell'Auditorium Rai di Milano), nella quale sono presenti tra gli altri celebri ospiti come Fabio Fazio, Carmen Consoli, Gianni Bella, Milena Gabanelli (in collegamento telefonico), Mogol, Laura Chiatti, Francesco Tricarico, Ludovico Einaudi, Celso Valli e Stefano Di Battista. L'Auditel ha evidenziato il buon successo dello spettacolo registrando picchi di 11 milioni di spettatori ed uno share del 39,01.

## Copertina
La copertina riproduce un quadro di Wainer Vaccari, raffigurante Celentano con i guantoni da pugile.

## Accoglienza
Nel mese di gennaio 2008 l'album ha raggiunto il suo quarto disco di platino, equivalente ad oltre 320 000 copie vendute.

## Tracce
1. Hai bucato la mia vita (testo di Mogol; musica di Gianni Bella) 4' 58"
2. Aria... non sei più tu (testo di Jovanotti; musica di Daniel Vuletic) 4' 28"
3. Dormi amore (testo di Mogol; musica di Gianni Bella) 5' 31"
4. La situazione non è buona (testo e musica di Francesco Tricarico) 5' 16"
5. Ragazzo del sud (testo e musica di Domenico Modugno) 5' 34
6. Vorrei sapere (testo di Mogol; musica di Gianni Bella e Rosario Bella) 4' 04"
7. Anna Magnani (testo di Vincenzo Cerami; musica di Carmen Consoli) 4' 08"
8. Fiori  (testo e musica di Neffa) 3' 06"
9. Fascino  (testo di Mogol; musica di Gianni Bella) 3' 54"
10. I tuoi artigli (testo di Mogol; musica di Gianni Bella) 2' 59"
11. Extra (Adriano Celentano) 4' 47''

## Formazione
- Adriano Celentano – voce
- Michael Landau – chitarra
- Abe Laboriel Jr. – batteria
- Ludovico Einaudi – pianoforte
- Massimo Varini – chitarra
- Reggie Hamilton – basso
- Michael Thompson – chitarra
- Fio Zanotti – tastiera, pianoforte, sintetizzatore
- Lele Melotti – batteria
- Rocco Zifarelli – chitarra, mandolino
- Neil Stubenhaus – basso
- Vinnie Colaiuta – batteria
- Roberto Gallinelli – basso
- Lenny Castro – percussioni
- Marcello Di Leonardo – batteria
- Alex Alessandroni Jr. – pianoforte, clavinet
- John Beasley – tastiera, organo Hammond
- Celso Valli – tastiera, pianoforte
- Dario Rosciglione – contrabbasso
- Stefano Di Battista – sax
- Luca Velletri, Antonella Pepe, Lola Feghaly, Moreno Ferrara, Silvio Pozzoli – cori

## Classifiche

### Classifiche settimanali
| Classifica (2007) | Posizione massima |
| ----------------- | ----------------- |
| Italia            | 2                 |
| Svizzera          | 21                |

### Classifiche di fine anno
| Classifica (2007) | Posizione |
| ----------------- | --------- |
| Italia            | 13        |
| Classifica (2008) | Posizione |
| Italia            | 42        |

## Classifica italiana
| Italia    | Italia | Italia | Italia | Italia | Italia | Italia | Italia | Italia | Italia | Italia | Italia | Italia | Italia | Italia | Italia | Italia | Italia | Italia | Italia | Italia | Italia | Italia |    |
| Settimana | 01     | 02     | 03     | 04     | 05     | 06     | 07     | 08     | 09     | 10     | 11     | 12     | 13     | 14     | 15     | 16     | 17     | 18     | 19     | 20     | 21     | 22     | 23 |
| --------- | ------ | ------ | ------ | ------ | ------ | ------ | ------ | ------ | ------ | ------ | ------ | ------ | ------ | ------ | ------ | ------ | ------ | ------ | ------ | ------ | ------ | ------ | -- |
| Posizione | 2      | 2      | 4      | 2      | 7      | 5      | 7      | 6      | 6      | 8      | 10     | 14     | 22     | 24     | 25     | 40     | 45     | 43     | 40     | 66     | -      | 81     | 78 |